# Der Bund
Der Bund is een Zwitsers Duitstalig dagblad uit Bern in het gelijknamige kanton Bern.

## Omschrijving
De krant Der Bund werd op 1 oktober 1850 opgericht door Louis Jent uit het kanton Solothurn, in samenwerking met Franz Josef Amatus Gassmann. De krant kende toen een oplage van 1.000 exemplaren en werd aanvankelijk opgemaakt door twee voltijdse journalisten. De krant versloeg de federale politiek vanuit de bondsstad Bern en was een voorvechter van de nieuwe, in 1848 aangenomen Zwitserse Grondwet. De krant leunde aan bij de politieke stroming van de radicalen. Reeds in 1857 nam men een gespecialiseerde redactie aan die zich bezighield met het opstellen van een feuilleton. Van 1890 tot 1967 verscheen Der Bund tweemaal per dag. In 1895 was de krant mede-oprichter van het Zwitsers Telegrafisch Agentschap.
In het algemeen wist Der Bund snel in te spelen op de technische innovaties. Zo was de krant in 1893 de eerste in Zwitserland die een zetmachine aanschafte. In 1976 was de krant de eerste in Europa die de techniek van het loodzetten verving door die van het fotozetwerk. Vanaf 1983 werkte de ganse redactie met behulp van een beeldscherm.
Tegen het einde van de jaren 1980 kwam Der Bund in financiële moeilijkheden door de sterke daling van de inkomsten uit advertenties en de toenemende concurrentie van de Berner Zeitung. Vanaf 1992 verwierven andere media-ondernemingen gedeeltes van de aandelen van de krant. Het ging onder meer over de persgroep Ringier, de krant Neue Zürcher Zeitung en het reclamebureau Publicitas. In 1995 nam de Neue Zürcher Zeitung de operationele leiding over de krant over en had tegen 1998 80% van de aandelen in handen. In 2004 werd de krant verkocht aan Espace Media, een dochterbedrijf van Tamedia.
In 2018 had de krant een oplage van 37.800 exemplaren. In 2000 kende de krant nog een oplage van 68.463 exemplaren.

## Medewerkers
- Esther Baezner-Vogel, muziekcritica[1]